# Paul Russell (filozof)
Paul Russell (ur. w 1955) – profesor filozofii na Uniwersytecie Kolumbii Brytyjskiej od 1987.

## Życiorys
Współprowadził badania na Sidney Sussex College w Cambridge (1984-86); adiunkt wizytujący na Uniwersytecie Wirginii (1988); adiunkt wizytujący na Uniwersytecie Stanforda (1989-90); pracownik Institute for Advanced Studies in Humanities na Uniwersytecie Edynburskim (1991 i 1996); nadzwyczajny profesor wizytujący na Uniwersytecie Pittsburskim (1996-97) oraz profesor wizytujący na Uniwersytecie Karoliny Północnej w Chapel Hill (2005).
Do jego głównych zainteresowań naukowych należą problemy wolnej woli i odpowiedzialności moralnej.